# Tönning
Tönning település Németországban, Schleswig-Holstein tartományban. Lakosainak száma 4940 fő (2023. december 31.).

## Népesség
A település népességének változása:
| Lakosok száma | 5082 | 4895 | 4986 | 4965 | 4908 | 4895 | 4940 |
|               | 1975 | 2015 | 2017 | 2019 | 2021 | 2022 | 2023 |